# Tuulos
Tuulos (Tulois em sueco) é uma municipalidade da Finlândia. Está localizada na província de Finlândia Meridional e é parte da região de Tavastia Própria. O município possui uma população de 1.536 (2003) e cobre uma área de 171,24 km² dos quais 13,14 km² são água. A densidade populacional é de 9,7 habitantes por km².
A municipalidade é unilinguisticamente finlandesa.